# Kham (huyện)
Kham (tiếng Lào: ເມືອງຄຳ), tiếng Việt còn gọi là Khâm hay Mường Khăm, là một muang (huyện) của tỉnh Xiengkhuang, Lào.

## Vị trí
Huyện Kham nằm ở phía Bắc tỉnh, mặt phía Bắc giáp huyện Huameuang tỉnh Huaphanh. Các mặt còn lại giáp các huyện cùng tỉnh: phía Tây giáp huyện Phou Kout, phía Nam giáp huyện Khoune, phía Đông giáp huyện Nong Het.